# Я буду
«Я буду» — песня, написанная российской певицей Ольгой Засульской, продюсером Олегом Мироновым и участниками группы «23:45», Григорием Богачёвым и Георгием Юхановым. Композиция была выпущена как второй сингл группы «5ivesta family» и как первый, группы «23:45».
Песня занимала высокие места в чартах России, став одной из самых успешных песен 2009 года. Сами участники «5ivesta family» говорили, что успеху композиции содействовали «„грамотный“ музыкальный продакшн и запоминающийся конец припева». Также они отметили «кропотливую» работу своего продюсера Олега Миронова.
Благодаря данной композиции «5ivesta family» и «23:45» стали номинантами Премии Муз—ТВ 2010 в категориях «лучшая песня» и «лучший дуэт», а также были номинированы на независимую музыкальную премию Артемия Троицкого «Степной волк» 2010 года, в категории «дебют».

## Создание композиции
По словам Ольги Засульской, песня была написана в новогоднюю ночь 2009 года. Первоначально была записана сольная версия песни, в которую входило два куплета и пара припевов. В интервью газете «МК» она сказала, что:

Когда я училась в школе, то познакомилась на улице с парнем. Он был разносчиком пиццы, а я уже тогда стремилась стать известной певицей. Мы с ним стали встречаться, он-то и называл меня малышкой. Песня появилась в новогоднюю ночь на 2009 год. Я проснулась, села за стол и написала полностью всю песню. Меня переполняли эмоции, я вложила в неё всю любовь, которую чувствовала. Мы с ребятами записали песню на диск, и я отнесла его своему парню… Но мы все равно расстались. Иногда мне даже бывает больно исполнять её, но чаще я испытываю радость. Я так сильно хотела, чтобы мою песню услышали многие, чтобы она стала популярной, что едва не плакала от счастья, когда слышала её в эфире. У меня до сих пор от этого сердце начинает биться быстрее.— Оля Засульская
Позже участники группы «23:45» говорили на сайте «101.ru», что просто записали к песне пару куплетов. Участник группы, Гоша, позже признавался, что прослушал песню множество раз, но так и не смог найти в ней никаких моментов, которые следовало бы исправить или изменить.

## Релиз
Первоначальный релиз композиции прошёл на сайте «Promodj.ru». по словам Олега Миронова:

…все началось с сайта PROMODJ. В конце апреля я выложил трек без доступа для скачивания. И первым сигналом, что это будущий хит, стал шквал писем в мой адрес: «Почему нельзя скачать?» Параллельно я отправил трек на радиостанции Love Radio, DFM, Европа Плюс, Ньютон, Свежее Радио. Никакой реакции сначала не получил. А потом позвонили с Love Radio и сказали, что единогласным решением было поставить этот трек в эфир. Спустя месяц продюсер радио DFM Игорь Азовский взял трек в горячую ротацию, и этот момент можно считать началом восхождения трека в радио-чартах. А на сайте PROMODJ на данный момент трек скачали более 20 тысяч человек.— Олег Миронов
Сингл был издан на радио в июле 2009 года. Позже, 14 декабря 2009 года, состоялась презентация Макси-сингла на CD. Презентация прошла к московском клубе «Истерика». В Макси-сингл вошли ранее не издаваемые версии песни: сольная версия Лои, оригинальная версия и ремиксы от различных диджеев. Повторная презентация, с автограф-сессией, состоялась 20 декабря в «Горбушкином дворе».
По сообщениям «Русского радио», презентация сингла была создана для того, чтобы опровергнуть слухи о том, что данную песню исполняет Кристина Орбакайте.

## Коммерческий успех сингла
Песня занимала лидирующие места в различных российских чартах. «Я буду» поднялась до первого места российского радиочарта, продержавшись на нём 10 недель. Также композиция попала на первое место российского чарта цифровых синглов. Сольная версия Лои поднялась до 15 строчки российского чарта цифровых синглов. По информации контент-агрегатора «ИММО», композиция заняла первое место в чартах ринг-бэк тонов России и Украины, за 4 квартал 2009 года. В чарте Беларуси композиция была на 2 месте.
По итогам года песня также заняла высокие места в чартах. Песня стала четвёртым самым скачиваемым синглом в России (через интернет-магазины). Также сингл (в двух версиях) попал в итоговый чарт по покупкам музыкальных треков в разных форматах (через интернет, рингтонов, ринг-бэк тонов): оригинальная версия попала на 3 место, версия Лои — на 5.
По итогам 2009 года сингл стал платиновым (как ринг-бэк тон) в России с продажами в 200 тысяч копий.
В 2010 году песня также занимала высокие места в чартах продаж ринг-бэк тонов. В чарте за январь 2010 года композиция заняла 9 место в России, 4-е на Украине и в Беларуси. За первый квартал 2010 года (январь-март) песня заняла 8 место в России, 2 место на Украине и 4 место в Беларуси. За 2 квартал 2010 года песня заняла 8 место в чарте Украины.

## Список композиций
- Радиосингл[22]

| №  | Название | Автор(ы)                                         | Длительность |
| -- | -------- | ------------------------------------------------ | ------------ |
| 1. | «Я буду» | О. Засульская, О. Миронов, Г. Богачёв, Г. Юханов | 3:03         |

- Цифровой сингл[23]

| №  | Название | Автор(ы)                                         | Длительность |
| -- | -------- | ------------------------------------------------ | ------------ |
| 1. | «Я буду» | О. Засульская, О. Миронов, Г. Богачёв, Г. Юханов | 3:04         |

- Макси-сингл[24]

| №   | Название                                                                             | Автор(ы)                                         | Длительность |
| --- | ------------------------------------------------------------------------------------ | ------------------------------------------------ | ------------ |
| 1.  | «Я буду (Оригинал)» (5ivesta family и 23:45)                                         | О. Засульская, О. Миронов, Г. Богачёв, Г. Юханов |              |
| 2.  | «Я буду (Соло версия)» (Лоя)                                                         | О. Засульская, О. Миронов,                       |              |
| 3.  | «Я буду (DJ Creep Remix)» (Лоя)                                                      | О. Засульская, О. Миронов,                       | 3:36         |
| 4.  | «Я буду (Vadim Hross Remix)» (Лоя)                                                   | О. Засульская, О. Миронов,                       |              |
| 5.  | «Я буду (Speen Beatz Remix)» (5ivesta family и 23:45)                                | О. Засульская, О. Миронов, Г. Богачёв, Г. Юханов | 3:19         |
| 6.  | «Я буду (DJ Fisun Remix one)» (5ivesta family и 23:45)                               | О. Засульская, О. Миронов, Г. Богачёв, Г. Юханов | 2:38         |
| 7.  | «Я буду (DJ Fisun Remix third)» (5ivesta family и 23:45)                             | О. Засульская, О. Миронов, Г. Богачёв, Г. Юханов | 2:45         |
| 8.  | «Я буду (Fantastic flowers Radio Remix)» (5ivesta family и 23:45)                    | О. Засульская, О. Миронов, Г. Богачёв, Г. Юханов | 3:02         |
| 9.  | «Я буду (Fantastic flowers Club Remix)» (5ivesta family и 23:45)                     | О. Засульская, О. Миронов, Г. Богачёв, Г. Юханов |              |
| 10. | «Я буду (3time Remix)» (5ivesta family и 23:45)                                      | О. Засульская, О. Миронов, Г. Богачёв, Г. Юханов |              |
| 11. | «Я буду (Dj Virus Remix)» (5ivesta family и 23:45)                                   | О. Засульская, О. Миронов, Г. Богачёв, Г. Юханов | 6:02         |
| 12. | «Я буду (Nikita Neon Remix)» (5ivesta family и 23:45)                                | О. Засульская, О. Миронов, Г. Богачёв, Г. Юханов | 4:15         |
| 13. | «Я буду (Alex Dea dance Remix)» (5ivesta family и 23:45)                             | О. Засульская, О. Миронов, Г. Богачёв, Г. Юханов | 4:32         |
| 14. | «Я буду (Dj Denis Rublev, Dj Netasha Baccardi Radio Remix)» (5ivesta family и 23:45) | О. Засульская, О. Миронов, Г. Богачёв, Г. Юханов | 6:22         |
| 15. | «Я буду (Dj Niki, Dj Rich — Art Radio Remix)» (5ivesta family и 23:45)               | О. Засульская, О. Миронов, Г. Богачёв, Г. Юханов |              |
| 16. | «Я буду (Dj Nejtrino, Dj Baur Remix)» (5ivesta family и 23:45)                       | О. Засульская, О. Миронов, Г. Богачёв, Г. Юханов | 5:30         |

## Участники записи
- Ольга Засульская — музыка, текст, вокал
- Олег Миронов — музыка, продюсер
- Георгий Юханов — текст, вокал
- Григорий Богачёв — текст, вокал
- Ант — аранжировка[25]

## Чарты
| Чарт                             | Высшая Позиция |
| -------------------------------- | -------------- |
| Белорусский чарт RBT топ-10      | 2              |
| Российский радиочарт             | 1              |
| Российский чарт цифровых синглов | 1              |
| Российский чарт RBT топ-10       | 1              |
| Украинский чарт RBT топ-10       | 1              |

## Награды
| Год  | Награда                | Категория                     | Результат |
| ---- | ---------------------- | ----------------------------- | --------- |
| 2009 | ZD Awards              | Прорыв года                   | Номинация |
| 2010 | Бог Эфира-2010         | Радиохит - дуэт               | Победа    |
| 2010 | Премия Муз-ТВ          | Лучшая песня                  | Номинация |
| 2010 | Премия Муз-ТВ          | Прорыв года                   | Номинация |
| 2010 | Премия Муз-ТВ          | Лучший Дуэт                   | Номинация |
| 2010 | Золотой Граммофон 2010 | Статуэтка Золотого граммофона | Победа    |